# Championnat de Suisse de football 1995-1996
Le championnat de Suisse de football de Ligue nationale A 1995-1996 a vu la consécration du Grasshopper Zürich.

## Format
Le championnat se compose de deux tours. Le tour préliminaire se déroule en automne avec 12 équipes. Le tour final a lieu au printemps avec les 8 meilleures équipes du tour préliminaire. Celles-ci conservent la moitié de leurs points acquis au tour préliminaire. Les quatre derniers du tour préliminaire jouent un tour de promotion/relégation avec les quatre premiers de Ligue nationale B à l'issue duquel quatre équipes sont promues en Ligue nationale A, les autres restant en Ligue nationale B.

## Classements

### Tour préliminaire
| Place | Club               | Pts | J  | V  | N | D  | Buts + | Buts - | Diff. |
| 1er   | Grasshopper Zürich | 43  | 22 | 13 | 4 | 5  | 38     | 22     | +16   |
| 2e    | FC Sion            | 42  | 22 | 13 | 3 | 6  | 37     | 28     | +9    |
| 3e    | Neuchâtel Xamax    | 41  | 22 | 12 | 5 | 5  | 40     | 24     | +16   |
| 4e    | FC Lucerne         | 40  | 22 | 11 | 7 | 4  | 36     | 25     | +11   |
| 5e    | FC Bâle            | 30  | 22 | 9  | 3 | 10 | 23     | 29     | -6    |
| 6e    | Servette FC        | 28  | 22 | 7  | 7 | 8  | 28     | 28     | 0     |
| 7e    | FC Aarau           | 27  | 22 | 7  | 6 | 9  | 36     | 27     | +9    |
| 8e    | FC Saint-Gall      | 27  | 22 | 6  | 9 | 7  | 26     | 24     | +2    |
| 9e    | Lausanne-Sports    | 27  | 22 | 6  | 9 | 7  | 25     | 25     | 0     |
| 10e   | FC Lugano          | 21  | 22 | 5  | 6 | 11 | 21     | 42     | -21   |
| 11e   | FC Zurich          | 18  | 22 | 4  | 6 | 12 | 17     | 32     | -15   |
| 12e   | BSC Young Boys     | 17  | 22 | 4  | 5 | 13 | 14     | 35     | -21   |

### Tour final
| Place | Club               | Pts | J  | V | N | D | Buts + | Buts - | Diff. | Bonus 1 |
| 1er   | Grasshopper Zürich | 52  | 14 | 8 | 6 | 0 | 26     | 7      | +19   | 22      |
| 2e    | FC Sion            | 47  | 14 | 8 | 2 | 4 | 20     | 14     | +6    | 21      |
| 3e    | Neuchâtel Xamax    | 43  | 14 | 5 | 7 | 2 | 21     | 16     | +5    | 21      |
| 4e    | FC Aarau           | 39  | 14 | 7 | 4 | 3 | 23     | 18     | +5    | 14      |
| 5e    | FC Lucerne         | 35  | 14 | 4 | 3 | 7 | 23     | 19     | +4    | 20      |
| 6e    | FC Bâle            | 28  | 14 | 3 | 3 | 7 | 11     | 20     | -9    | 15      |
| 7e    | Servette FC        | 25  | 14 | 2 | 5 | 7 | 18     | 25     | -7    | 14      |
| 8e    | FC Saint-Gall      | 23  | 14 | 2 | 3 | 9 | 11     | 34     | -23   | 14      |

1 moitié des points du tour préliminaire.

### Qualifications européennes
- Grasshopper Zürich : tour préliminaire de la Ligue des champions
- Neuchâtel Xamax : tour de qualification de la Coupe UEFA
- FC Aarau : tour de qualification de la Coupe UEFA
- FC Lucerne : Coupe Intertoto
- FC Bâle : Coupe Intertoto

- FC Sion : tour de qualification de la Coupe d'Europe des vainqueurs de coupes, en tant que vainqueur de la Coupe de Suisse

### Tour de promotion/relégation
- Voir championnat de Suisse D2 1995-1996

### Relégations et Promotions
- Le BSC Young Boys, le FC Zurich, le Lausanne-Sports et le FC Lugano se maintiennent en Ligue nationale A.
- Aucun club n'est relégué en Ligue nationale B.
- Aucun club n'est promu en Ligue nationale A.

## Résultats complets
- Résultats sur RSSSF